# Lattermannov drevored, Ljubljana
Lattermannov drevored, Ljubljana (tudi Meridi(j)anski drevored in Šišenski drevored) je bivši drevored v ljubljanskem Parku Tivoli; potekal je po trasi današnjega Jakopičevega sprehajališča, deloma Cankarjeve ceste ter po pešpoti v Tivoliju.

## Zgodovina
Za začetek drevoreda velja leto 1813 (v času Ilirskih provinc), ko je francoski inženir Jean Blanchard zasnoval serijo treh povezovalnih drevoredov, ki tvorijo črko A. Prvi avstrijski guverner (po koncu francoske vladavine), Krištof Lattermann (Christoph Freiherr von Lattermann), je nadaljeval z urbanističnim urejanjem Tivolija in je dal zasaditi še drevored med današnjim gradom Tivoli in Cankarjevo cesto. Zasaditev je finančno omogočil ljubljanski gostilničar in hotelir Andrej Malič, ki je na mestu današnje Name imel svoj hotel in gostilno (torej kjer se je drevored zaključil). Po Lattermannovem odhodu iz Ljubljane je ljubljanski mestni svet drevored poimenoval po njem. Povezovalni drevored med Cekinovim gradom in gradom Tivoli je Meridianski drevored, saj leži točno na poldnevniku štirinajst stopinj trideset minut vzhodne geografske dolžine.
Naslednji večji poseg v drevored je bila gradnja železniške proge, ki je leta 1850 presekala drevored in tako prekinila povezavo Tivolija s centrom Ljubljane. Tivoli je s tem izgubil južno tretjino, katera je bila pozneje pozidana. S tem se je drevored zmanjšal na severno stran železnice, medtem ko je južni del drevored počasi postal Cankarjeva cesta.
Leta 1908 je Rihard Jakopič na začetku drevoreda postavil Jakopičev paviljon po načrtih arhitekta Maksa Fabianija; to je bilo prvo namensko zgrajeno umetniško razstavišče v Sloveniji. Paviljon je stal na začetku Lattermannovega drevoreda v Parku Tivoli (Ljubljana).
V 30. letih 20. stoletja pa je sledil urbanistični poseg Jožeta Plečnika, ki je na večjem delu drevoreda vzpostavil Plečnikovo promenado, ki je nadomestila Lattermannov drevored in poteka od Cankarjeve ceste do grada Tivoli. Glavni del promenade predstavlja Jakopičevo sprehajališče.
V 70. letih 20. stoletja pa so zgradili še tri podhode pod železniško progo, enega tudi na mestu bivšega Lattermannovega drevoreda, s čimer je bila ponovno vzpostavljena neprekinjena pot od gradu Tivoli do mestnega centra.